# Thompson Mann
Harold Thompson Mann (Norfolk, 1º dicembre 1942 – 4 aprile 2019) è stato un nuotatore statunitense.

## Carriera
Assieme ai compagni Bill Craig, Fred Schmidt e Steve Clark vinse la staffetta 4x100m misti ai giochi di Tokyo 1964 facendo anche segnare il nuovo primato mondiale (3'58"4).
Dopo essersi ritirato, nel 1984, fu inserito nella International Swimming Hall of Fame.

## Palmarès
- Giochi olimpici

Tokyo 1964: oro nella 4x100m misti.